# Bidessonotus rubellus
Bidessonotus rubellus är en skalbaggsart som beskrevs av Young 1990. Bidessonotus rubellus ingår i släktet Bidessonotus och familjen dykare. Inga underarter finns listade i Catalogue of Life.